# Hugo Boris
Hugo Boris (ur. 18 listopada 1979 w Paryżu) – francuski pisarz, laureat nagrody Amerigo-Vespucci.

## Życiorys
Hugo Boris urodził się w 1979 roku w Paryżu. Jest absolwentem Instytutu Nauk Politycznych w Bordeaux oraz Wyższej Szkoły Filmowej Louis Lumière w Paryżu.
W 2003 roku jego opowiadanie N'oublie pas de montrer ma tête au peuple zdobyło nagrodę Prix du jeune écrivain i zostało opublikowane przez wydawnictwo Mercure de France.
W 2005 roku w wydawnictwie Belfond, ukazała się pierwsza powieść jego autorstwa - Le Baiser dans la nuque. Opowiada ona o spotkaniu między nauczycielem gry na pianinie i tracącą słuch położną. Książka została wyróżniona kilkoma nagrodami literackimi i spotkała się z uznaniem czytelników i recenzentów.
W 2007 roku ukazała się powieść La Délégation norvégienne opisująca intrygę kryminalną, w której zabójcą okazuje się być sam czytelnik. Ostatnie strony powieści, której akcja rozgrywa się w bliżej nieokreślonym skandynawskim lesie, są nierozcięte, co sprawia, że czytelnik musi posłużyć się ostrym narzędziem, aby je rozciąć i popełnić w ten sposób pierwsze w swoim rodzaju literackie zabójstwo. Powieść otrzymała kilka nagród literackich.
W roku 2010 ukazała się powieść Je n’ai pas dansé depuis longtemps przedstawiająca inicjacyjną podróż radzieckiego kosmonauty, który spędził ponad czterysta dni w kosmosie, w stanie nieważkości. Książka otrzymała nagrodę Prix Amerigo-Vespucci.
Opublikowana w 2013 roku powieść Trois grands Fauves splata ze sobą losy Dantona, Victora Hugo i Winstona Churchilla. Wyróżniono ją nagrodą Thyde Monnier. Powieść Trois grands Fauves uznana została za jedną z 25 najlepszych książek roku przez francuski tygodnik Le Point.
W 2016 roku w wydawnictwie Grasset ukazała się powieść POLICE. Została ona przetłumaczona na kilka języków.
W swojej twórczości Hugo Boris sięga po różne gatunki, starając się przekroczyć ich granice.
Wśród autorów mających wpływ na jego twórczość Hugo Boris wymienia Guy de Maupassanta i Michela Tournier.
Hugo Boris zrealizował również kilka filmów krótkometrażowych oraz pracował jako asystent reżysera przy filmach dokumentalnych.

## Twórczość
- Le Baiser dans la nuque, Paryż,     wyd. Belfond,     2005, ISBN 2-7144-4193-9, Paryż,     wyd. Pocket, 2007, ISBN 978-2-266-22153-5.
- La Délégation norvégienne, Paryż,     wyd. Belfond, 2007     ISBN 978-2-7144-4249-9, Paryż,     wyd. Pocket, 2009 ISBN 978-2-266-18144-0.
- Je n’ai pas dansé depuis longtemps, Paryż,     wyd. Belfond, 2010     ISBN 978-2-7144-4513-1, Paryż, wyd. Pocket, 2011 ISBN 978-2-266-20865-9.
- Trois Grands Fauves, Paryż,     wyd. Belfond, 2013     ISBN 978-2714454447.